# 卡罗维发利国际电影节
卡罗维发利国际电影节（捷克語：Mezinárodní filmový festival Karlovy Vary），國際電影制片人協會認可的國際电影节之一，每年在捷克的卡罗维发利举行一次。卡罗维发利电影节现在已经成为了整个中欧以及东欧最具影响力的电影盛事。

## 创办历史
卡罗维发利电影节是世界上历史最悠久的电影节之一。1946年二战结束后，一群热心于电影事业的电影人在玛丽亚温泉市和卡罗维发利两地创办了卡罗维发利电影节。第一届电影节并不是竞赛性质的，共有来自7个国家的影片参展。开始几届电影节，为了“照顾”新生的本国电影，捷克斯洛伐克本土电影获得了大部分奖项。之后的1948年2月，由于捷克斯洛伐克共产党在捷克斯洛伐克取得了政权，电影节开始由捷克斯洛伐克国家电影部主办。1950年(第5届)起改在疗养地卡罗维发利举行。
捷共当政后，电影节很大程度上需要为共产主义宣传服务。以至于不管是参选影片的甄选、奖项的颁发还是参赛嘉宾的邀请都要遵循这一原则。因此在之后的数十年期间，电影节的各大奖项大多为社会主义国家出品的电影所包揽。这一原则某种程度上还体现在电影节的举办上。从1946年到1958年期间，除1953年和1955年未举行外，电影节一年举行一次。而在1959年以后，由于苏联创办了莫斯科国际电影节，为了方便与之交替举行，卡罗维发利电影节改为两年举行一次，直至1994年重新改回为每年举行一次。不过在这段时间里，也有不少西方电影参与了电影节，而随着时间的推移，在电影节中也出现了很多的优秀作品。
1989年的天鹅绒革命彻底改变了这一状况。在1990年的卡罗维发利电影节上，多部之前被禁止放映的捷克本土电影被获准在电影节中播放。而之后几届中，多名国际著名电影人，特别是之前因布拉格之春被迫流亡美国的捷克导演米洛斯·福尔曼（Miloš Forman）的参加，很大程度上提高了电影节的受欢迎程度和人气。而之后几年，参赛影片的质量日益提高，风格也日趋多元化，这些都提升了卡罗维发利电影节的形象，奠定了其世界优秀电影节的地位。

## 概况

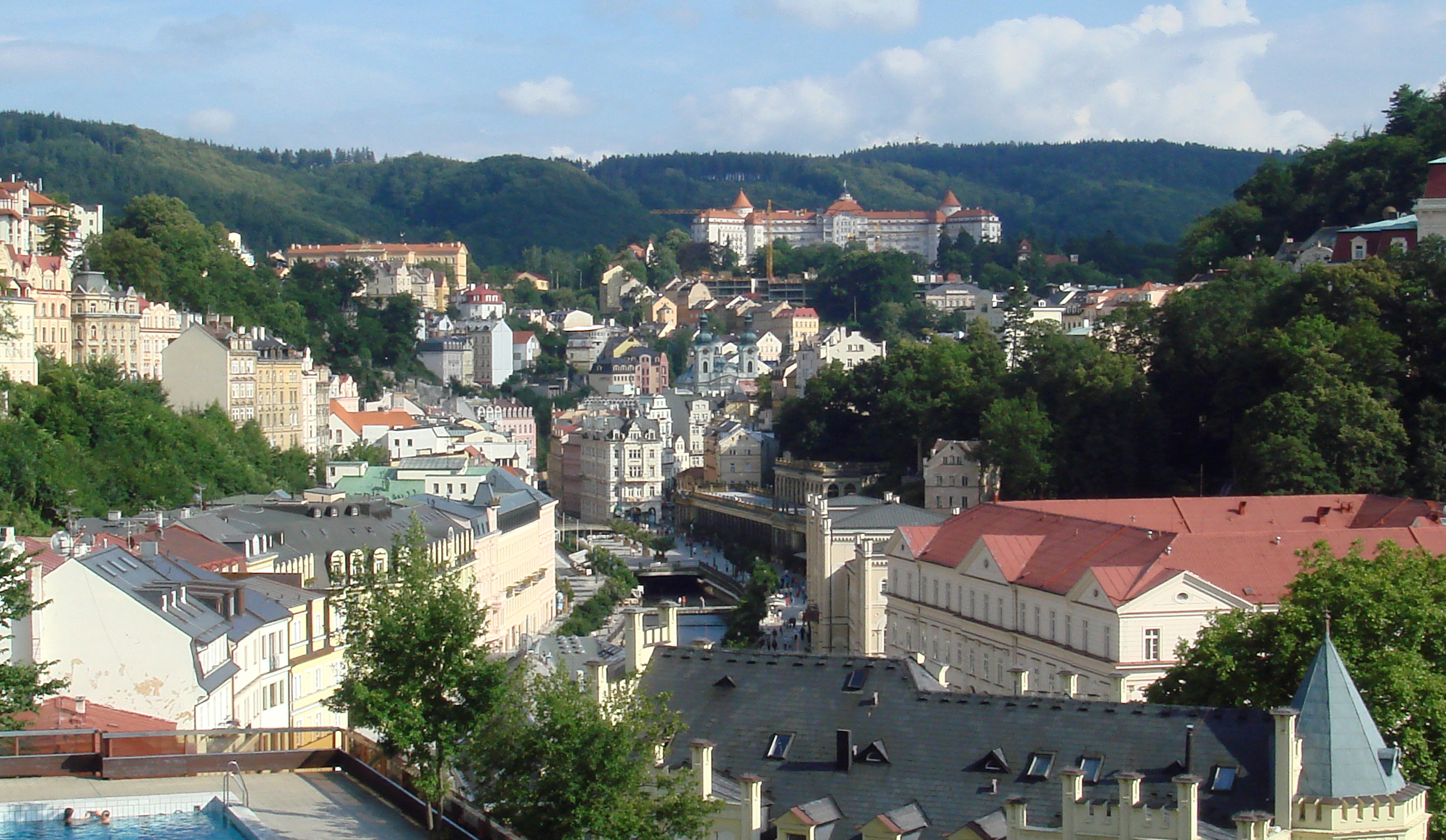
卡罗维发利

电影节每年在卡罗维发利举行。卡罗维发利（捷克语：Karlovy Vary），德语名“Karlsbad”（意思均为“查理的温泉”），得名于建城者神圣罗马帝国皇帝查理四世，是捷克西部的著名温泉城市。电影节于每年的6月至7月间举办，通常为期两周。电影节的主要目的是为和平、为人类幸福、为各国自由而斗争，同不道德的影片作斗争；以“和平、友谊、幸福”为主题，促进世界各国人民的相互了解、友好交往和密切合作。

## 竞赛章程
所有参展的电影之前不得在捷克境内放映，而参加竞赛单元的影片则必须为"世界首映"影片或"国际首映"影片。

## 活动
电影节的最主要的项目自然是长片竞赛。根据国际电影联合会的规定，参加竞赛的长片事先不得参加其它国际电影节。另外一个重要的组成部分是纪录片竞赛。电影节同时也为各国的独立电影提供了很多放映和竞赛机会。
电影节的所有活动由以下几个部分组成：
- 长片竞赛（Competition of feature-length films）：由报名的长片进行的竞赛。所有电影之前都不得在其他国际电影节上放映。
- 纪录片竞赛（Documentary Film Competition）：由两种纪录片分别进行竞赛。分别是长度为30分钟内的短片和30分钟以上的长片。
- 视野（Horizons）：试映各个地区的新片，并播放在其他电影节上获奖的电影。
- 另一种视角（Another View）：放映各种实验性质以及采用非常规手法的影片。
- 独立电影论坛（Forum of Independents）：放映各国的独立电影。
- 东方阵营（East of the West）：放映前社会主义国家的电影。
- 捷克电影（Czech Films）：回顾前一年的捷克电影。
- 回顾展（Retrospectives）：对具国际影响力的电影人，特殊的电影流派或时代，或按特定标准选择的电影进行的回顾展。

## 奖项
卡罗维发利电影节竞赛于1948年第一次举行。1951年开始，由国际评委会对参赛影片进行评选。而在之后的1956年，国际电影联合会（FIAPF）将卡罗维发利电影节选为国际A级电影节至今。
从电影节开始不久，电影节的最高奖项就是水晶地球仪奖。水晶地球仪奖的奖杯形状经过了多次改动。最新的水晶地球仪奖的奖杯是从2000年开始启用的。
电影节竞赛单元的主要奖项有：
- 最高奖——水晶地球仪奖（奖金$30,000）
- 评委会特别奖（奖金$20,000）
- 最佳导演奖
- 最佳男演员奖
- 最佳女演员奖

纪录片奖项有：
- 长度30分钟及以下最佳纪录片奖
- 长度30分钟以上最佳纪录片奖

每年的电影节上还会颁发“世界电影突出成就奖”（Crystal Globe for Outstanding Contribution to World Cinema）

## 华语电影与卡罗维发利电影节
历史上，从影片《白毛女》1951年获特别荣誉奖开始，华语电影共在11届电影节上获得21个奖项。
华语电影中唯一一次获得卡罗维发利电影节的最高奖是在1988年的第26届电影节上。当时，谢晋导演的《芙蓉镇》荣获该届电影节的水晶地球仪奖。
华语电影最近的一部入围“卡罗维发利电影节”竞赛单元的影片是2008年由中国大陆导演张弛编剧并执导的《地下的天空》，这部影片也成为继《芙蓉镇》之后,唯一一部入围该影展主竞赛单元的华语影片。